# Libera (film)
Libera è un film in tre episodi diretto da Pappi Corsicato.
Opera prima del napoletano Pappi Corsicato, è anche il primo film importante di Iaia Forte, protagonista del primo e del terzo episodio: quest'ultimo ha lo stesso titolo del film. Nel secondo episodio il ruolo principale è invece affidato a Cristina Donadio. In origine la pellicola era composta dal solo segmento finale, concepita come cortometraggio e risalente al 1991; con l'aggiunta dei primi due, Libera verrà poi presentato al Festival di Berlino del 1993 ottenendo successo e vincendo il Nastro d'argento come migliore opera prima.
Ogni episodio prende il nome dalla protagonista.

## Trama

### Episodi

#### Aurora
Una giovane donna è sposata con un uomo ricchissimo che non è mai a casa e le consente di vivere comodamente da "mantenuta". Unico suo svago è aiutare un prete di quartiere, canterino ed irriverente; ma ben presto il marito viene arrestato per truffa e lei, che per scegliere questo tipo di vita aveva dovuto rinunciare al vero amore, si vedrà la casa derubata dal suo ex "Pistoletta", muratore, al quale aveva chiesto aiuto.

#### Carmela
Un efebico adolescente esce dal riformatorio e torna a vivere con la madre nel basso dov'è nato. Si innamora, ricambiato, del venditore di musicassette del quartiere suscitando le ire di una ragazza invaghita di lui, che lo accusa per vendetta di furto e lo farà nuovamente arrestare; poco prima che arrivi la polizia, scoprirà che quella che credeva fosse sua madre è in realtà il padre, un trans che era stato abbandonato dalla moglie quando lui era in fasce.

#### Libera
Una giornalaia, che vive del suo modesto lavoro, scopre i tradimenti del marito. Con l'aiuto di una prostituta sua amica che introduce in casa come cameriera, filma con una videocamera nascosta il coniuge fedifrago con l'intento di denunciarlo. Sennonché, per errore, vende la videocassetta ad un cliente "voyeurista" che, restando soddisfatto del film, le chiede di procurargliene altri simili. Grazie alle bollenti performance del marito, puntualmente filmate e vendute in edicola, la giornalaia diventa ricca.

## Riconoscimenti
- Ciak d'oro
  - 1994 - Migliore opera prima[1]

## Critica
Gandolfo Cascio, Povera isola! La messinscena allo specchio di Corsicato, in «Contemporanea. Rivista di studi sulla letteratura e sulla comunicazione», 18, 2020, pp. 37-47. 